# Engel de Ruyter
Engel Michielszoon de Ruyter (Vlissingen, 2 mei 1649 – 27 februari 1683) was een Nederlands viceadmiraal, de zoon van luitenant-admiraal-generaal Michiel Adriaanszoon de Ruyter en diens tweede vrouw Cornelia Engels. 
Engel begon zijn zeedienst aan boord van zijn vaders schepen tijdens diens expedities in 1664 en 1665. Kapiteins namen vaak hun zonen mee: zo leerden die het vak en het loon betaalde de admiraliteit. In 1666, tijdens de Tweede Engels-Nederlandse Oorlog, werd Engel adelborst bij de Admiraliteit van Amsterdam. Hij diende in de Tweedaagse Zeeslag op het schip van Willem van der Zaen, de Gouda. In 1667 werd hij luitenant-commandeur. 
Op 1 april 1668 werd hij extraordinaris-kapitein. In 1669 werd hij ordinaris-kapitein, dus in vaste dienst. In 1670 vocht hij onder luitenant-admiraal Willem Joseph van Ghent tegen de kapers van Algiers. Hij kreeg voor zijn inzet een ereketen. 
Tijdens de Derde Engels-Nederlandse Oorlog deed hij mee aan de Slag bij Solebay als kapitein van de Deventer, waarbij hij gewond raakte door een splinter in de borstkas. In de winter van 1672 op 1673 commandeerde hij als majoor een compagnie "landmatrozen" in de Hollandse Waterlinie. In 1673 werd hij kapitein van de Waesdorp voor de beide Slagen bij het Schooneveld en in de Slag bij Kijkduin. De wisseling van commando was zijn geluk want de Deventer ging na de Eerste Slag bij het Schooneveld door een ongeluk de lucht in. Op 6 oktober 1673 volgde de benoeming tot schout-bij-nacht. 
In de verdere Hollandse Oorlog deed hij in 1674 op de Spieghel (70 kanonnen) mee aan de mislukte expeditie van zijn vader tegen Martinique. In 1675 had hij konvooidienst in de Middellandse Zee. In 1676 vocht hij bij de hulpvloot voor Denemarken in de oorlog tegen de Zweden tijdens de Schoonse Oorlog. Op 19 oktober 1678 werd hij benoemd tot viceadmiraal en fungeerde als eskadercommandant in de hulpvloot voor Spanje onder Cornelis Evertsen de Jonge. Hij vocht tegen de Franse admiraal Chateaurenault.
Engel heeft meegewerkt aan de voorbereiding van de biografie van zijn vader door Gerard Brandt. Hij heeft ook de logboeken van zijn vader toegankelijker gemaakt door er samenvattingen van te schrijven. Hij had niet zijn vaders ernstige karakter. Hij was, daar zijn vader in de adelstand was verheven door de Deense en de Spaanse koning, jonker en later baron; als zodanig mocht hij zich in Holland ook ridder noemen. In 1680 kocht hij in Breukelen een landgoed dat hij Ruytervegt noemde. Hij is nooit getrouwd en stierf kinderloos.
- Biografisch Portaal: 34270153
- Digitale Bibliotheek voor de Nederlandse Letteren: ruyt008
- International Standard Name Identifier: 0000 0003 9007 462X
- Nederlandse Thesaurus van Auteursnamen: 185277845
- Virtual International Authority File: 283635810
- WorldCat: E39PBJrGyyC8GVmkkVTWQFx7HC